# Justina
|  | Per a altres significats, vegeu «Justina de Pàdua». |

Justina (~340 - ~391) va ser la segona muller de l'emperador romà Valentinià I (que regnà entre 364 i 375) i la mare de Valentinià II (que regnà entre 375 i 392), Gal·la, Grata i Justa.

## Família
Justina era una filla de Just, governador de Picenum sota Constanci II D'acord amb Sòcrates de Constantinoble: "Just el pare de Justina, que havia estat governador de Picenum sota el regnat de Constanci, va tenir un somni en el que es veié a ell mateix vestint portar la porpra imperial al seu costat dret. Quan explicà aquest somni a moltes persones, i per fi va arribar a coneixement de Constanci, que conjecturà que era un presagi que apuntava que un descendent de Just es convertiria en emperador, i per això n'ordenà el seu assassinat".
Justina tenia dos germans coneguts, Constanci i Cerealis. Una de les seves filles es deia Gal·la. A "La Pseudobigamie de Valentinien I" (1958) de J. Rougé, s'argumenta que els tres noms eren representatius de la seva descendència de la família Neratius, una família aristocràtica connectada a la dinastia constantiniana a través del matrimoni. D'acord amb la Prosopografia del Baix Imperi Romà els noms Just i Justina també poden indicar una relació amb la família Vettus.
La Prosopographia esmenta la teoria que Just era fill de Vettius Justus, cònsol l'any 328, i una dona de la família Neratius. L'última família va produir quatre membres relativament notables al segle iv, els germans o germanastres entre si. El primer va ser Gal·la, muller de Juli Constanci i mare de Constanci Gal. Els seus germans eren Naeratius Cerealis, cònsol a 358 i Vulcacius Rufinus, prefecte del pretori d'Itàlia des 365 fins a la seva mort en 368. Una germana sense nom va ser esmentat per Ammià Marcelí com a mare de Màxim, praefectus urbi de Roma sota Julià l'Apòstata.
Encara que Timothy Barnes ha teoritzat que Justina era una neta o besneta de Falvi Juli Crisp a través de la seva mare sense nom (Crisp era l'únic fill de Constantí I el Gran i Minervina),
sembla més probable que era de fet, neta de Juli Constanci, fill de Constanci Clor i germanastre de Constantí el Gran. La mare de Justina era probablement una filla de Juli Constanci i la seva primera muller, la Gal·la esmentada. Per tant, això fa que Justina al cor de les connexions familiars entre les dinasties de la constantinianes, valentinianes i teodosianes.

## Primer matrimoni
Justina es va casar primer amb Magnenci, un usurpador romà 350-353.
No obstant això, tant Zòsim i la crònica fragmentària de Joan d'Antioquia, un monjo del segle setè identificat temptativament amb Joan II d'Antioquia, Patriarca sirio-ortodox d'Antioquia 641-648
informen que Justina era massa jove en el moment del seu primer matrimoni per tenir fills.

## Segon matrimoni
Cap al 370, Justina va esdevenir la segona muller de Valentinià I. Segons Sòcrates de Constantinoble: "Justina sent així privada del seu pare, encara seguia sent verge. Un temps després que es va donar a conèixer a Marina Severa, muller de l'emperador Valentinià, i tenia converses freqüents amb l'emperadriu. Finalment intimaren fins a tal punt que prengueren banys juntes. Quan Severa va veure Justina al bany fou aclaparada en gran manera per la bellesa de la verge, i en parlà a l'emperador dient-li que la filla de Just era tan bella criatura, i posseïdora de tal simetria de formes, que ella mateixa, tot i ser una dona, estava totalment encantada amb ella. L'emperador retingué aquesta descripció de la seva muller en la seva pròpia ment, considerant ell mateix com que podia abraçar Justina, sense repudiar Severa, ja que ella li havia donat Gracià, qui havia estat elevat a august, poc abans. Per a resoldre-ho promulgà una llei, que feu publicar a totes les ciutats, per la que es permetia a qualsevol tenir dues mullers legítimes."
Joan Malales, el Chronicon Paschale i Joan de Nikiû informen que Severa havia estat desterrada per la participació en una transacció il·legal. Barnes considera que aquesta història és un intent de justificar el divorci de Valentinià I sense culpar a l'emperador. Sòcrates, cronològicament més proper als fets i la seva versió podria ser per això més fiable. La seva història fou rebutjada pels historiadors posteriors, la interpretació que era poc probable que una legalització de la bigàmia. Barnes considera que Valentinià estava disposat a tirar endavant amb la reforma legal per tal de donar legitimitat dinàstica que assegurés la seva presència al tron.
Justina es va convertir en la madrastra de Gracià. Justina i Valentinià I tingueren quatre fills coneguts. El seu únic fill va ser Valentinià II. Les seves filles eren Gal·la, Grata i Justa. D'acord amb Sòcrates, i Justa Grata romangué soltera. Probablement era encara viu al 392, però no s'esmenta posteriorment. Valentinià I va morir en 375.

## Viudetat
Segons Ammià Marcel·lí, Zòsim i Filostorgi, Justina estava vivint prop de Sírmium en el moment en què ella enviudà. Durant el regnat de Valentinià II, es va mudar amb ell a Mediolanum. Ella va servir com a regent de Valentinià II. Ella era arriana, encara que incapaç d'actuar en favor de la seva facció religiosa fins després de la mort del seu marit. Mantení una llarga lluita contra Ambròs de Milà, líder de la facció de Nicea a Itàlia.
L'any 383, Gracià havia mort mentre s'enfrontava a una gran revolta de Magne Màxim. Màxim procedí a establir el seu control sobre una part de l'Imperi Romà entre ells Britànnia, Gàl·lia, Hispània i la Diòcesi d'Àfrica. Ell va governar des de la seva capital a Augusta dels Trèvers (Treves, Trier) i va ser capaç de negociar el seu reconeixement per part de Valentinià II i Teodosi I, a partir de 384. Els dominis de Valentinià II foren efectivament limitats a Itàlia, governant des de Mediolanum (actual Milà).
En 387, la treva entre Valentinià II i Màxim va acabar. Aquest últim va travessar els Alps a la vall del Po i va amenaçar Milà. Valentinià i Justina van fugir de la seva capital cap a Tessalònica, capital de la prefectura pretoriana d'Il·líria i alhora era la residència triada per Teodosi. Gal·la els va acompanyar. Teodosi era en aquell moment vidu de la seva primera muller Aelia Flaccilla, que havia mort l'any 385 o 386.
Teodosi va concedir refugi als fugitius. D'acord amb el relat de Zòsim, Justina feu que Gal·la aparegués plorant davant Teodosi i apel·là a la seva compassió. Gal·la era suposadament una dona bella i Teodosi aviat es va enamorar d'ella, demanant de casar-se amb ella. Justina utilitzar això al seu avantatge, establint una condició per a segellar l'acord matrimonial. Sota aquesta condició, Teodosi hauria d'atacar a Màxim i restaurar a Valentinià II al tron. Teodosi va accedir a la petició de Justina, el matrimoni probablement ocorregué a finals de 387.
La història fou considerada per Louis-Sébastien Le Nain de Tillemont incompatible amb la pietat de Teodosi. Tillemont suggereix que el matrimoni s'hagué celebrat l'any 386, abans del començament de les hostilitats. No obstant això a The History of the Decline and Fall of the Roman Empire, Edward Gibbon considera la versió de Zòsim “més probable” i obres posteriors, incloent-hi el Dictionary of Greek and Roman Biography and Mythology, han seguit el seu exemple.
Al juliol i agost de 388, les tropes combinades de Teodosi I i Valentinià II envairen el territori de Màxim, sota la direcció de Ricomer, Arbogast, Promotus i Timasi. Màxim va patir una sèrie de pèrdues i es va rendir a Aquileia. Va ser executat el 28 d'agost de 388. També va ser executat el seu fill i corregent nominal Flavi Víctor. La seva muller Helena i les seves dues filles es van salvar. La condició per al matrimoni de Gal·la s'havia complert. No obstant això Justina va morir el mateix any, sense saber si era capaç de presenciar el resultat dels seus esforços.